# NGC 369
NGC 369 é uma galáxia espiral barrada (SBb) localizada na direcção da constelação de Cetus. Possui uma declinação de -17° 45' 33" e uma ascensão recta de 1 horas, 05 minutos e 08,8 segundos.
A galáxia NGC 369 foi descoberta em 1886 por Frank Leavenworth.